# Wolfgang Reinbold

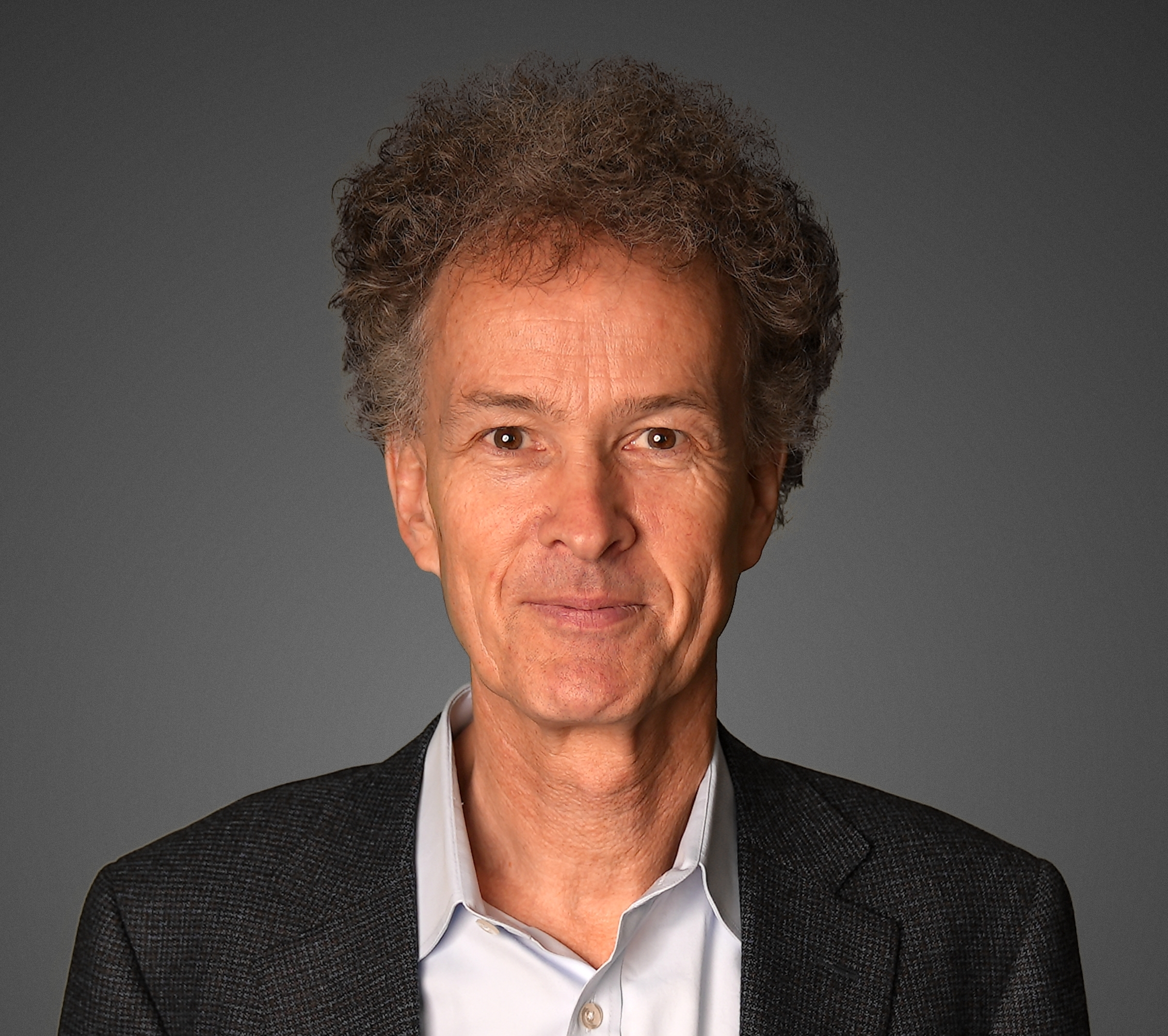
Wolfgang Reinbold, 2021

Wolfgang Reinbold (* 1962 in Kassel) ist ein deutscher evangelischer Theologe.

## Leben
Nach dem Abitur 1980 am Friedrichsgymnasium (Kassel) studierte Reinbold von 1982 bis 1988 Evangelische Theologie in Göttingen, Bern und Bethel. Nach der Promotion 1993 zum Dr. theol., der Habilitation 1998 mit venia legendi für Neues Testament in Göttingen und dem Vikariat war er von 2002 bis 2009 Pastor an der Marktkirche in Hannover. Seit 2009 war er Beauftragter für Kirche und Islam, seit 2023 ist er Beauftragter für Interreligiösen Dialog der Evangelisch-lutherischen Landeskirche Hannovers. Seit 2010 ist er Professor für Neues Testament an der Georg-August-Universität Göttingen.
Reinbold ist Gründungsvorsitzender des 2008 gegründeten Trägervereins des Hauses der Religionen – Zentrum für interreligiöse und interkulturelle Bildung in Hannover und des 2009 gegründeten Rates der Religionen Hannover. Seit 2020 ist er Ko-Sprecher des 2018 von den Räten der Religionen in Hannover und Frankfurt ins Leben gerufenen Bundeskongresses der Räte der Religionen.
In seiner Funktion als Beauftragter für Interreligiösen Dialog der hannoverschen Landeskirche betreibt Reinbold den Video-Kanal „Religionen im Gespräch“ und die multimediale Infotainment-Serie „Religion in 60 Sekunden“ (Radio, YouTube) bzw. „Religion in 90 Sekunden“ (ProSieben).

## Schriften (Auswahl)
- Der älteste Bericht über den Tod Jesu. Literarische Analyse und historische Kritik der Passionsdarstellungen der Evangelien (= Beihefte zur Zeitschrift für die neutestamentliche Wissenschaft. 69). de Gruyter, Berlin 1993. ISBN 3-11-014198-1.
- mit Bernd Kollmann/Annette Steudel (Hrsg.): Antikes Judentum und Frühes Christentum, Festschrift für Hartmut Stegemann (= Beihefte zur Zeitschrift für die neutestamentliche Wissenschaft. 97). de Gruyter, Berlin 1999 ISBN 978-3-11-016199-1
- Propaganda und Mission im ältesten Christentum. Eine Untersuchung zu den Modalitäten der Ausbreitung der frühen Kirche (= Forschungen zur Religion und Literatur des Alten und Neuen Testaments. 188). Vandenhoeck & Ruprecht, Göttingen 2000, ISBN 3-525-53872-3. Online-Edition der SUB Göttingen 2011.
- Der Prozess Jesu. Vandenhoeck & Ruprecht, Göttingen 2006. ISBN 3-525-61591-4.
- Wie viel Toleranz braucht die multireligiöse Gesellschaft? Hannover 2014. OCLC 1259287763
- Rat der Religionen Hannover (Hrsg.): Religionen in Hannover. Mit Texten von Annedore Beelte-Altwig. Redaktion: Wolfgang Reinbold, Ali Faridi, Hamideh Mohagheghi, Hannover 2016. ISBN 978-3-00-053440-9. Online-Edition der UB Tübingen 2024.
- Charlie Hebdo, Pegida, Deutschsein. Aktuelle Herausforderungen im christlich-muslimischen Miteinander. Kirche und Islam. Hannover 2016, OCLC 962373018.
- Haus kirchlicher Dienste der Evangelisch-lutherischen Landeskirche Hannovers (Hrsg.): Religramme – Gesichter der Religionen. Eine interaktive Wanderausstellung (Wolfgang Reinbold / Ursula Rudnick / Jürgen Schnare), 2. Auflage, Hannover 2018
- Koran und Bibel: Ein synoptisches Textbuch für die Praxis. Vandenhoeck & Ruprecht, Göttingen 2. Auflage 2024 ISBN 978-3-525-60033-7
- Warum ist der Buddha so dick? 101 Fragen und Antworten aus der Welt der Religionen, Vandenhoeck & Ruprecht, Göttingen 2. Auflage 2024. ISBN 978-3-525-60036-8